# 苔庭

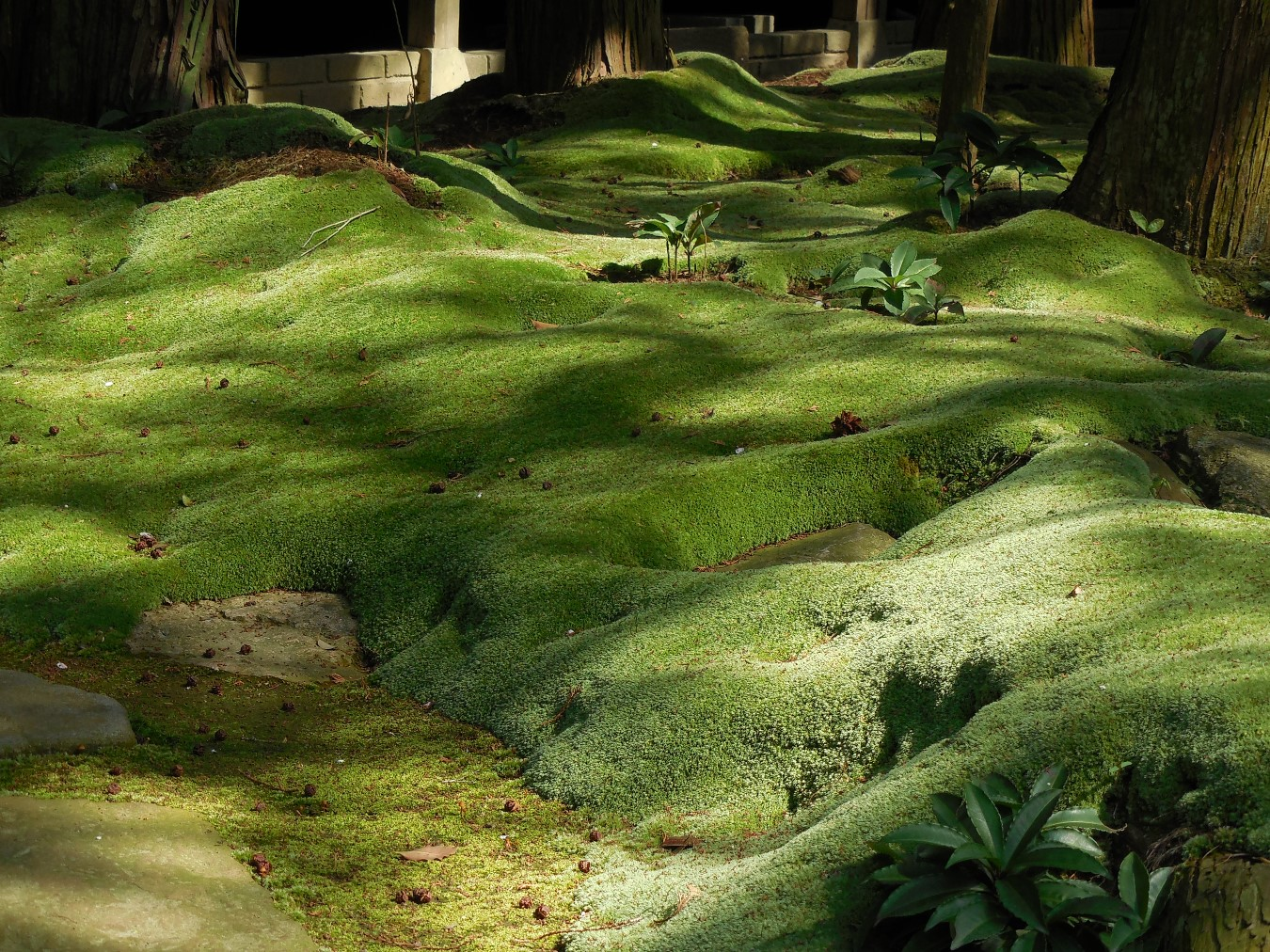
下関市にある功山寺の苔庭は、長府随一の苔庭とされる。

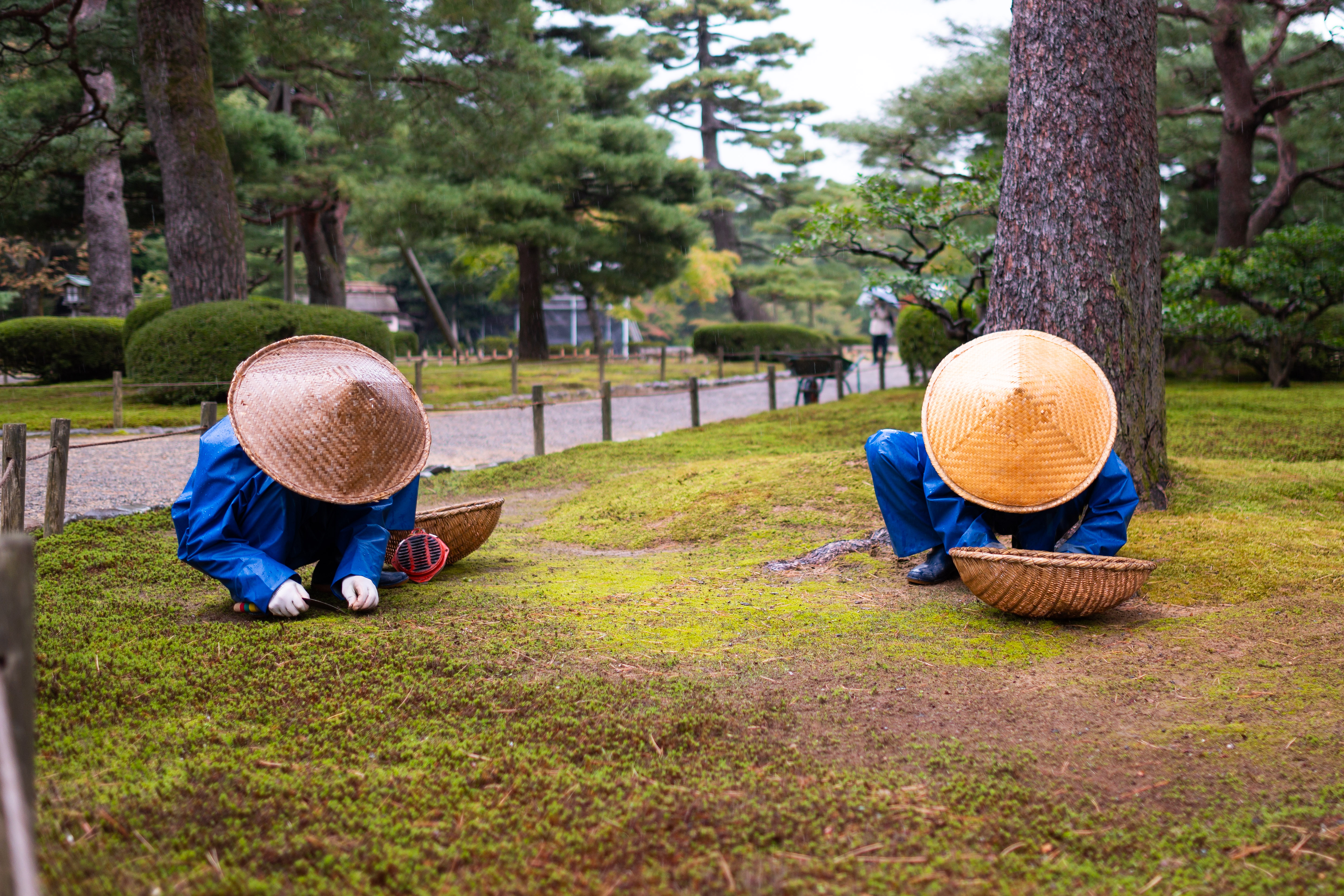
兼六園での苔庭の手入れ

苔庭（こけにわ、英：moss garden）は、苔をメインにデザインしている庭。
苔をメインに作庭されている日本庭園で代表的なものには苔の里（石川県小松市日用町）、吉城園庭園（奈良市）や、京都市には西芳寺（苔寺）や東福寺の市松模様など、他にはこけむしろ（愛媛県西予市宇和町）、箱根美術館庭園、足立美術館庭園、秋篠寺庭園、麟祥院庭園、華厳寺、三宝院酒づくしの庭、相国寺裏方丈庭園、聚光院百積の庭、柳瀬荘、沼津御用邸記念公園西附属邸西庭、神仙郷、宝筐院本堂庭園のほかチームラボプラネッツ TOKYO DMM.comなどにも、苔を生かした庭園が多数ある。
日本国外では、ブローデル・リザーブに苔庭などがあるが、苔は芝生など被覆植物の代替として活用されていることがある。
利用される苔はスギゴケ類、ハリミズゴケやシラガゴケ類、など。

## 参考
- 苔庭を望む分棟型の住まい 大川邸 : 愛知県扶桑町 造園設計・施工=士土 (ニューノーマル時代の暮らし方 愉しむ庭(vol.3)) 庭 (243), 28-34, 2021年
- 上原 敬二、1969年、庭園入門講座. 第5巻 (芝生・苔・庭草・草花)、加島書店
- 森本幸裕「桂離宮の苔庭の継承 庭園も温暖化への適応方策検討へ」『グリーン・パワー= Green power : 森と人の文化誌』第474号、森林文化協会、2018年6月、5頁。 (要購読契約)
- 大石鉄郎「苔庭の文化と苔盤景づくり(特別講演(苔と日本文化),第26回日本蘚苔類学会広島大会特集)」『蘚苔類研究』第7巻第3号、日本蘚苔類学会、1997年、91頁、doi:10.24474/bryologicalresearch.7.3_91_1、ISSN 1343-0254。